# J. G. Ballard
James Graham Ballard (Xangai, 15 de novembro de 1930 - Londres, 19 de Abril de 2009) foi um escritor inglês. É autor de Empire of the Sun que, embora seja ficcional, relata as experiências de Ballard na Segunda Guerra Mundial. Conta a história de um menino britânico, Jim Graham (o mesmo nome do autor, James Graham), que vive com seus pais em Xangai. O livro foi transformado em filme em 1987, dirigido por Steven Spielberg.
Ballard tirou o curso de Medicina em Cambridge e foi porteiro do Covent Garden, antes de partir para o Canadá. Publicou o seu primeiro romance em 1961, “The Drowned World”.